# Pteris sanduensis
Pteris sanduensis är en kantbräkenväxtart som beskrevs av X. Y. Wang och P. S. Wang. Pteris sanduensis ingår i släktet Pteris och familjen Pteridaceae. Inga underarter finns listade.